# Southpaw (película)
Southpaw (conocida como Redención en España y Revancha en Hispanoamérica) es una película de deporte y drama estadounidense de 2015, dirigida por Antoine Fuqua y escrita por Kurt Sutter. Los protagonistas son: Jake Gyllenhaal, Rachel McAdams, Naomie Harris, Forest Whitaker, Victor Ortiz y Miguel Gómez. La película se estrenó el 31 de julio de 2015, por The Weinstein Company.

## Sinopsis
La película narra la vida de Billy Hope (Jake Gyllenhaal), un boxeador que ha conseguido llegar a lo más alto de su carrera. Invicto en decenas de peleas, ostenta el título de campeón mundial en la categoría de peso semipesado. Además del éxito deportivo, Hope tiene a su amorosa y comprensiva esposa Maureen (Rachel McAdams) y a su hija Leila (Oona Laurence). Pero su vida cambia drásticamente tras ser intimidado por el púgil Miguel “Magic” Escobar (Miguel Gomez), y desatarse un hecho que lo dejará hundido, física y económicamente.
Aunque Hope ha caído en desgracia, el boxeador no se rinde y acude a Titus “Tick” Wills (Forest Whitaker), un entrenador que, retirado de su labor a nivel profesional, se dedica a entrenar a boxeadores amateur. Así, Hope luchará por encontrar su redención y se dará cuenta de que si quiere recuperar su vida tendrá que volver a enfrentarse a su pasado y recuperar la fe en sí mismo.

## Reparto
- Jake Gyllenhaal como Billy Hope.[4]
- Rachel McAdams como Maureen Hope.[5]
- Naomie Harris como Angela Rivera.[6]
- Forest Whitaker como Titus "Tick" Wils.[5]
- Skylan Brooks como Joopie.
- 50 Cent como Jordan Mains.
- Victor Ortiz como Ramone.[7]
- Miguel Gomez como Miguel "Magic" Escobar.[8]
- Oona Laurence como Leila Hope.[9]
- Beau Knapp como Jon Jon.[10]
- Rita Ora como María Escobar.
- Clare Foley como Alice.

## Producción
El 13 de diciembre de 2010, DreamWorks adquirió el
script, con Eminem a cargo del papel principal. El guionista de la película Kurt Sutter manifestó que el
proyecto fue inspirado en las luchas
personales del rapero. Él dijo que tuvo reuniones con socios de 
producción de Eminem en los últimos siete años,
buscando algo que hacer juntos. "Yo sé que es muy selectivo y no hace mucho. Está (Eminem) muy interesado en el género de boxeo y parecía una
metáfora apta, debido a que su propia vida ha sido
una pelea. De esta forma, esta es la continuación de la historia 8 Mile, pero estamos haciendo una metáfora narrativa
del segundo capítulo de su vida. Interpretaría a un boxeador campeón del mundo que realmente
golpea a un fondo duro, y tiene que luchar para recuperar  su vida y a su hija que los servicios sociales le quitaron la custodia. En su núcleo, este es una revisión de sus luchas en
los últimos cinco años de su vida, utilizando el
boxeo como analogía. El título se refiere a Marshall como un
zurdo, que es el boxeo lo que un rapero blanco es
hip hop; peligroso, no deseado y totalmente
ortodoxo. Se trata de un camino mucho más difícil para un
zurdo que un diestro boxeador. Hay una rica historia que hace referencia a su propia
experiencia, y fue un honor para mí ser capaz de
continuar una relación que comenzó con 8 Mile." 
El 6 de junio de 2011, se anunció que Antoine Fuqua
estaba en conversaciones para dirigir la película. El 11 de agosto de 2011, DreamWorks abandonó
la película. El 20 de octubre de 2011, Metro-Goldwyn-Mayer se
adjudicó la película, con Columbia Pictures para
distribuir. En mayo de 2012, Eminem puso la película en espera para
centrarse en la música. El 6 de marzo de 2014, Antoine Fuqua firmó para
dirigir la película, con Jake Gyllenhaal sustituyendo a
Eminem en el papel principal y The Weinstein Company en la distribución de la película. El 14 de mayo de 2014, Forest Whitaker, Lupita Nyong'o y Rachel McAdams se unieron al elenco. El 6 de junio de 2014, Miguel Gómez se unió al elenco
de la película. El 17 de junio de 2014, Victor Ortiz se unió al elenco
de la película. El 7 de agosto de 2014, Beau Knapp se unió al reparto
de la película para interpretar a Jon Jon, el mejor amigo del protagonista. El 8 de agosto de 2014, Naomie Harris se unió al elenco
de la película, a sustituir Lupita Nyong'o en el papel
de Angela Rivera. El 7 de noviembre de 2014, Harvey Weinstein confirmó a la
cantante Rita Ora como parte del elenco. El rodaje comenzó el 16 de junio de 2014. El rodaje ha tenido lugar en la ciudad de Pittsburgh y
de Indiana, Pensilvania, y se establece en Nueva York.

## Recepción
Southpaw ha recibido críticas mixtas de los críticos.
En Rotten Tomatoes da a la
película una calificación de 55% basado en 115
comentarios, con una calificación promedio de
5.6/10. En Metacritic, la película tiene una puntuación de 56
sobre 100, basado en 37 críticas, indicando "mixto o
promedio".

## Banda sonora
Eminem producirá la banda sonora, con Shady Records, que lanzó su single de la banda sonora "Phenomenal" el 2 de junio de 2015. Un álbum de James Horner la banda sonora será lanzado por Sony Classical el 24 de julio de 2015. Horner murió durante el montaje de la película, cuando ya había terminado la composición de la banda sonora musical, y le dedicaron el filme.

### Lista de canciones
| N.º | Título | Escritor(es) | Producer(s)                  | Duración |  |
| 1.  | «Cry For Love (Part 1)» (James Horner)                                                                       | |                              | 1:27     |  |
| 2.  | «Kings Never Die» (Eminem con Gwen Stefani)                                                                  | Marshall Mathers Luis Resto Khalil Abdul-Rahman Erik Alcock Chin Injeti Liz Rodrigues                                   | DJ Khalil Eminem             | 4:56     |  |
| 3.  | «Beast (Southpaw Remix)» (Rob Bailey & The Hustle Standard featuring Busta Rhymes, KXNG CROOKED & Tech N9ne) | Charles Caripides Rob Bailey Mathers Abdul-Rahman Trevor Smith Dominick Wickliffe Aaron Yates                           | Charley Hustle DJ Khalil     | 4:39     |  |
| 4.  | «This Corner» (Denaun)                                                                                       | Mathers L. Resto Mario Resto Denaun Porter Marvin O'Neal                                                                | Eminem Luis Resto Mr. Porter | 3:53     |  |
| 5.  | «What About the Rest of Us» (Action Bronson & Joey Bada$$ featuring Rico Love)                               | Ariyan Arslani Richard Butler, Jr. Cecil Kirby Jo-Vaughn Virginie Curtis Mayfield                                       | Rico Love Kasanova           | 4:12     |  |
| 6.  | «Raw» (Bad Meets Evil)                                                                                       | Mathers Ryan Montgomery J. Rivera Raymond Diaz                                                                          | Sarom Jay CertiFYD           | 3:40     |  |
| 7.  | «R.N.S.» (Slaughterhouse)                                                                                    | Joe Budden Joell Ortiz Wickliffe Abraham Orellana Justin Smith O'Shea Jackson Anthony Wheaton Betty Mabry Fred Mühlböck | AraabMuzik Just Blaze        | 3:39     |  |
| 8.  | «Wicked Games» (The Weeknd)                                                                                  | Abel Tesfaye Carlo Montagnese Doc McKinney Rainer Millar Blancheur                                                      | Doc McKinney Illangelo       | 5:24     |  |
| 9.  | «All I Think About» (Bad Meets Evil)                                                                         | Mathers Montgomery L. Resto                                                                                             | Eminem Resto                 | 6:12     |  |
| 10. | «Drama Never Ends» (50 Cent)                                                                                 | Curtis Jackson Adam Feeney                                                                                              | Frank Dukes                  | 3:16     |  |
| 11. | «Mode» (PRhyme featuring Logic)                                                                              | Montgomery Christopher Martin Adrian Younge Robert Hall II                                                              | DJ Premier                   | 3:01     |  |
| 12. | «Notorious Thugs» (The Notorious B.I.G. featuring Bone Thugs-n-Harmony)                                      | Christopher Wallace Sean Combs Bryon McCane Steven Howse Anthony Henderson Steven Jordan                                | Stevie J Sean Combs          | 6:07     |  |
| 13. | «Phenomenal» (Eminem)                                                                                        | Mathers L. Resto M. Resto                                                                                               | Eminem Resto                 | 4:42     |  |
| 14. | «Cry For Love (Part 2)» (James Horner)                                                                       | |                              | 1:33     |  |